# Danndorf
Danndorf là một đô thị của huyện Helmstedt, bang Niedersachsen, Đức. Đô thị này có diện tích 14,04 km².